# Чемпіонат Європи з кросу 2021
Чемпіонат Європи з кросу 2021 приймав Дублін.
Змагання були проведені 12 грудня в Бланчардстауні, розташованому в графстві Фінгал, що межує Дубліном, на трасі, прокладеній на території Національного спортивного центру (англ. National Sports Centre Campus).
Первісно європейський кросовий чемпіонат сезону-2021 мав проходити у Турині. Проте, внаслідок скасування (через пандемію коронавірусної хвороби) чемпіонату-2020, який мав приймати Дублін, організатори туринського чемпіонату погодились провести чемпіонат в Італії у 2022 з тим, щоб першість-2021 змогло-таки прийняти ірландське місто.

## Призери

### Чоловіки
| Першість | Золото                                                                                 | Золото  | Срібло | Срібло | Бронза                                                                                        | Бронза |
| -------- | -------------------------------------------------------------------------------------- | ------- | --- | ------ | --------------------------------------------------------------------------------------------- | ------ |
| Особиста | Якоб Інгебрігтсен Норвегія                                                             | 30.15   | Арас Кая Туреччина                                                                                           | 30.29  | Джиммі Грессьє Франція                                                                        | 30.34  |
| Командна | Франція Джиммі Грессьє (3) Юго Ай (4) Янн Шруб (6) Фелікс Бур Дункан Перілья Меді Фрер | 13 очок | Іспанія Нассім Гассаус (7) Карлос Майо (11) Абдессамад Ухельфен (12) Рауль Селяда Адель Мечаль Аяд Ламдассем | 30     | Норвегія Якоб Інгебрігтсен (1) Б'єрн Ліллефоссе (21) Нарве Нордос (25) Зерей Мезнгі Том Корбе | 47     |

| Першість | Золото | Золото  | Срібло | Срібло | Бронза | Бронза |
| -------- | --- | ------- | --- | ------ | --- | ------ |
| Особиста | Чарльз Гікс Велика Британія                                                                                 | 24.29   | Дарра Мак-Елгінні Ірландія                                                                                        | 24.33  | Рубен Керанжан Люксембург                                                                                         | 24.36  |
| Командна | Ірландія Дарра Мак-Елгінні (2) Кілан Кілрегілл (6) Майкл Пауер (13) Донал Дівейн Джеймі Баттл Томас Дівейні | 21 очко | Велика Британія Чарльз Гікс (1) Закарія Махамед (9) Томас Мортімер (14) Рорі Леонард Метью Стонір Семюел Чарльтон | 24     | Франція Антуан Сенар (7) Валентин Гондуан (10) Флорьян ле Паллек (19) Баптіст Фурмон Баптіст Гійон Бастьян Огусто | 36     |

| Першість | Золото | Золото  | Срібло                                                                                             | Срібло | Бронза                                                                                       | Бронза |
| -------- | --- | ------- | -------------------------------------------------------------------------------------------------- | ------ | -------------------------------------------------------------------------------------------- | ------ |
| Особиста | Аксель Ванг Крістенсен Данія                                                                                       | 17.53   | Абдуллаї Рабі Норвегія                                                                             | 18.18  | Йоель Ліллесе Данія                                                                          | 18.21  |
| Командна | Велика Британія Вілл Барнікоут (9) Гаміш Армітт (10) Генрі Мак-Лакі (15) Осіан Перрен Ліам Роулінгс Льюїс Ганніган | 34 очки | Ірландія Адбель Лааджель (6) Дін Кейсі (13) Ніколас Гріггс (16) Скотт Фейган Шон Кей Катал О'Рейлі | 35     | Ізраїль Матан Іврі (7) Адісу Гуадія (11) Дерба Аяле (19) Дего Абебе Атака Дамсія Гарель Шаїн | 37     |

### Жінки
| Першість | Золото | Золото  | Срібло                                                                                             | Срібло | Бронза                                                                                 | Бронза |
| -------- | --- | ------- | -------------------------------------------------------------------------------------------------- | ------ | -------------------------------------------------------------------------------------- | ------ |
| Особиста | Каролін Гревдаль Норвегія                                                                                           | 26.34   | Мераф Бахта Швеція                                                                                 | 26.44  | Аліна Рех Німеччина                                                                    | 26.53  |
| Командна | Велика Британія Джессіка Джадд (4) Дженніфер Несбітт (10) Джессіка Гіббон (11) Еббі Доннеллі Кейт Ейвері Лорен Гейс | 25 очок | Німеччина Аліна Рех (3) Констанце Клостергальфен (5) Доменіка Маєр (21) Вера Кутельє Селіне Кайзер | 29     | Швеція Мераф Бахта (2) Самравіт Менгстеаб (6) Сара Крістіанссон (30) Шарлотт Андерссон | 38     |

| Першість | Золото | Золото  | Срібло                                                                                           | Срібло | Бронза                                                                                                  | Бронза |
| -------- | --- | ------- | ------------------------------------------------------------------------------------------------ | ------ | --- | ------ |
| Особиста | Надя Баттоклетті Італія                                                                                         | 20.32   | Клара Лукан Словенія                                                                             | 20.36  | Маріана Мачаду Португалія                                                                               | 20.36  |
| Командна | Італія Надя Баттоклетті (1) Анна Арнаудо (6) Джованна Сельва (11) Сара Нестола Людовіка Каваллі Мікела Мореттон | 18 очок | Франція Маног Трапп (4) Марго Сєрацькі (8) Од Клавьє (13) Флаві Ренуар Мелоді Жульєн Ежені Лорен | 25     | Велика Британія Іззі Фрай (9) Амелія Квірк (12) Карі Г'юз (16) Елоїз Вокер Елеанор Болтон Джеміма Елгуд | 37     |

| Першість | Золото                                                                                   | Золото  | Срібло | Срібло | Бронза                                                                                                | Бронза |
| -------- | ---------------------------------------------------------------------------------------- | ------- | --- | ------ | --- | ------ |
| Особиста | Меган Кіт Велика Британія                                                                | 13.41   | Інгеборг Естгорд Норвегія                                                                                    | 13.44  | Емма Гекель Німеччина                                                                                 | 13.46  |
| Командна | Німеччина Емма Гекель (3) Аннеке Фортмаєр (5) Міа Юренка (7) Йоганна Пульте Ясміна Сталь | 15 очок | Іспанія Мірея Арнедільйо (6) Анхела Вісіоса (8) Марія Фореро (13) Марта Серрано Клаудія Гомес Карла Домінгес | 27     | Велика Британія Меган Кіт (1) Еллен Вейр (14) Фібі Андерсон (17) Беатріс Вуд Еліс Гарнер Елла Грінвей | 32     |

### Змішана естафета
У складі кожної команди виступали двоє чоловіків та двоє жінок. Кожен з них біг по 1 колу, а загальна довжина 4 кіл естафетної дистанції складала 6 км.
| Дистанція     | Золото                                                                 | Золото | Срібло                                                      | Срібло | Бронза                                                                | Бронза |
| ------------- | ---------------------------------------------------------------------- | ------ | ----------------------------------------------------------- | ------ | --------------------------------------------------------------------- | ------ |
| 4 кола (6 км) | Велика Британія Ханна Наттолл Люк Даффі Александра Белл Бенджамін Вест | 18.01  | Франція Орор Флері Азеддін Абз Алекса Лемітр Алексіс М'єлле | 18.05  | Бельгія Елізе Вандерельст Рубен Верхейден Ванесса Скаунет Стейн Батен | 18.06  |

## Медальний залік
| Місце                | Країна               | Золото | Срібло | Бронза | Загалом |
| -------------------- | -------------------- | ------ | ------ | ------ | ------- |
| 1                    | Велика Британія      | 5      | 1      | 2      | 8       |
| 2                    | Норвегія             | 2      | 2      | 1      | 5       |
| 3                    | Італія               | 2      | 0      | 0      | 2       |
| 4                    | Франція              | 1      | 2      | 2      | 5       |
| 5                    | Ірландія             | 1      | 2      | 0      | 3       |
| 6                    | Німеччина            | 1      | 1      | 2      | 4       |
| 7                    | Данія                | 1      | 0      | 1      | 2       |
| 8                    | Іспанія              | 0      | 2      | 0      | 2       |
| 9                    | Швеція               | 0      | 1      | 1      | 2       |
| 10                   | Словенія             | 0      | 1      | 0      | 1       |
| 10                   | Туреччина            | 0      | 1      | 0      | 1       |
| 12                   | Ізраїль              | 0      | 0      | 1      | 1       |
| 12                   | Бельгія              | 0      | 0      | 1      | 1       |
| 12                   | Люксембург           | 0      | 0      | 1      | 1       |
| 12                   | Португалія           | 0      | 0      | 1      | 1       |
| Загалом (15 збірних) | Загалом (15 збірних) | 13     | 13     | 13     | 39      |

## Українці на чемпіонаті
Склад збірної України для участі у чемпіонаті був затверджений рішенням виконавчого комітету Федерації легкої атлетики України.
У командному заліку в межах індивідуальних дисциплін українська збірна не була класифікована через те, що у кожній такій дисципліні від України брав участь лише один спортсмен.

### Чоловіки
| Місце | Атлет                           | Результат |
| ----- | ------------------------------- | --------- |
|       | Віталій Шафар Волинська область | 32.27     |

| Місце | Атлет                           | Результат |
| ----- | ------------------------------- | --------- |
|       | Вадим Лонський Донецька область | 25.26     |

| Місце | Атлет                               | Результат |
| ----- | ----------------------------------- | --------- |
|       | Андрій Атаманюк Хмельницька область | 18.30     |

### Жінки
| Місце | Атлетка                             | Результат |
| ----- | ----------------------------------- | --------- |
|       | Наталія Легонькова Донецька область | 32.59     |

| Місце | Атлетка                            | Результат |
| ----- | ---------------------------------- | --------- |
|       | Богдана Семьонова Донецька область | 21.51     |

| Місце | Атлетка                           | Результат |
| ----- | --------------------------------- | --------- |
|       | Уляна Рачинська Львівська область | 14.49     |

### Змішана естафета
| Місце | Команда | Результат |
| ----- | --- | --------- |
|       | Наталія Кроль Рівненська областьВолодимир Киц Київська областьАнна Міщенко Харківська областьРоман Ростикус Львівська область | 18.49     |